# Пташник, Игорь Васильевич
Игорь Васильевич Пташник (род. 23 июля 1962, Новокузнецк, Кемеровская область) — советский и российский физик. Член-корреспондент РАН с 2022 года.

## Биография
Родился 23 июля 1962 года в Новокузнецке Кемеровской области.
В 1979 году окончил среднюю школу N103.
В 1984 году закончил физический факультет Новосибирский государственный университет (НГУ) и распределился в Институт оптики атмосферы СО АН (г. Томск).
В 2007—2011 годах являлся координатором и исполнителем научного консорциума CAVIAR в Reading University (Великобритания) по исследованию континуального поглощения излучения водяным паром в атмосфере.
В 2018 избран директором Институт оптики атмосферы СО РАН. Главный редактор журнала «Оптика атмосферы и океана».
Является специалистом в области спектроскопии атмосферных газов, моделирования переноса радиации в атмосфере, многоволнового лазерного газоанализа. В 1996 защитил кандидатскую диссертацию на тему «Математическое моделирование оптического абсорбционного зондирования газового состава атмосферы».
В 2007 году защитил докторскую диссертацию на тему «Континуальное поглощение водяного пара в центрах полос ближнего ИК-диапазона».
Участвовал в подготовке доклада об атмосфере сибирских городов